# Ctenomys torquatus
Туко-туко Торквато (Ctenomys torquatus) — вид гризунів родини тукотукових, який нерівномірно розподілений у південній Бразилії, в Уругваю та, Аргентині. Зустрічається в широкому діапазоні середовищ існування, віддаючи перевагу піщаним ґрунтам.

## Зовнішня морфологія
Загальна довжина: 267 мм; хвіст: 77 мм; довжина задніх лап: 38 мм; вуха: 7 мм; вага 229 г. Забарвлення спини від темно-жовтого до кольору червоного дерева. Уздовж хребта іноді забарвлення темніше. Хвіст зазвичай монотонний темно-коричневий. Є велика доля міжпопуляційної та внутрішньопопуляційної різниці в забарвленні.

## Поведінка
Живе у відносно невеликих норах і для нього характерна денна активність, коли він харчується рослинами навколо входу в нору. Період розмноження між червнем та жовтнем. Молодь народжується у вересні — грудні після періоду вагітності бл. 105 днів. Ctenomys torquatus веде самотній спосіб життя, за винятком періоду розмноження. Розміри нір: глибина 60 см, довжина в середньому 4,5 м, діаметр нір 6-10 см.

## Генетика
Число хромосом 2n=68, хоча деякі роботи показують, що це число варіює від 56 до 70, залежно від підвиду.

## Загрози та охорона
У Бразилії в Ріо-Гранде-ду-Сул населення Ctenomys torquatus сильно потерпає через розширення плантацій сої, сосни та евкаліпта, а також через видобуток вугілля. Вид зустрічається в деяких охоронних районах по всьому ареалу.